# Moussa Doumbia
Moussa Doumbia (Bamako, 15 augustus 1994) is een Malinees voetballer, die doorgaans speelt als rechtsbuiten. In de zomer van 2018 werd hij door Stade de Reims overgenomen van FK Rostov. Sinds juni 2014 is hij Malinees international.

## Clubcarrière
Doumbia begon zijn voetballoopbaan bij AS Real Bamako. In 2014 werd hij overgenomen door FK Rostov. Op 14 augustus 2014 maakte hij zijn debuut in de Premjer-Liga op het terrein van Lokomotiv Moskou. Na rust kwam hij Aleksandr Boecharov vervangen. De wedstrijd werd uiteindelijk met 2−1 verloren. In het seizoen 2016/17 werd hij een half seizoen verhuurd aan FK Arsenal Toela. In de zomer van 2018 tekende hij een vierjarig contract bij Stade de Reims. Op 11 augustus 2018 maakte hij zijn debuut in de Ligue 1. Op het terrein van OGC Nice wist hij na slechts twee minuten het enige doelpunt van de wedstrijd te scoren.

## Clubstatistieken
| Seizoen | Club               | Competitie   | Competitie | Competitie | Beker | Beker | Internationaal | Internationaal | Totaal | Totaal |
| Seizoen | Club               | Competitie   | Wed.       | Dlp.       | Wed.  | Dlp.  | Wed.           | Dlp.           | Wed.   | Dlp.   |
| ------- | ------------------ | ------------ | ---------- | ---------- | ----- | ----- | -------------- | -------------- | ------ | ------ |
| 2014/15 | FK Rostov          | Premjer-Liga | 20         | 0          | 1     | 0     | 2              | 0              | 23     | 0      |
| 2015/16 | FK Rostov          | Premjer-Liga | 12         | 3          | —     | —     | —              | —              | 12     | 3      |
| 2016/17 | FK Rostov          | Premjer-Liga | 6          | 0          | —     | —     | 5              | 0              | 11     | 0      |
| 2016/17 | → FK Arsenal Toela | Premjer-Liga | 14         | 1          | —     | —     | —              | —              | 14     | 1      |
| 2017/18 | FK Rostov          | Premjer-Liga | 18         | 0          | 1     | 0     | —              | —              | 19     | 0      |
| 2018/19 | Stade de Reims     | Ligue 1      | 28         | 3          | 1     | 0     | —              | —              | 29     | 3      |
| 2019/20 | Stade de Reims     | Ligue 1      | 26         | 2          | 5     | 1     | —              | —              | 31     | 3      |
| 2020/21 | Stade de Reims     | Ligue 1      | 23         | 0          | 1     | 0     | —              | —              | 24     | 0      |
| 2021/22 | Stade de Reims     | Ligue 1      | 0          | 0          | 0     | 0     | —              | —              | 0      | 0      |
| Totaal  | Totaal             | Totaal       | 147        | 9          | 9     | 1     | 7              | 0              | 163    | 10     |

Bijgewerkt op 31 maart 2019.

## Interlandcarrière
Op 29 juni 2014 maakte Doumbia zijn debuut voor Mali. Hij werd door bondscoach Henryk Kasperczak opgeroepen voor de vriendschappelijke wedstrijd tegen China. Hij werd een twintigtal minuten voor het einde van de wedstrijd vervangen door Diadie Samassékou. De wedstrijd werd met 1–3 gewonnen. Tijdens het Afrikaans kampioenschap 2017 speelde hij twee van de drie groepswedstrijden waarna het tornooi voor Mali erop zat.